# Ibrahim Amadou
Ibrahim Amadou (Douala, 6 april 1993) is een Frans-Kameroens voetballer die doorgaans als defensieve middenvelder speelt. Hij verruilde Lille OSC in juli 2018 voor Sevilla FC.

## Clubcarrière
Amadou is afkomstig uit de jeugdopleiding van AS Nancy. Op 27 februari 2013 debuteerde hij in de Coupe de France tegen ASM Vénissieux. Op 26 mei 2013 maakte hij zijn opwachting in de Ligue 1 tegen Stade Brest. Het seizoen erop speelde de defensief ingestelde middenvelder twintig competitieduels in de Ligue 2. Op 8 augustus 2014 maakte hij op de tweede speeldag van het seizoen 2014/15 zijn eerste competitietreffer voor AS Nancy tegen US Orléans. In juli 2015 tekende Amadou een vierjarig contract bij Lille OSC, dat twee miljoen euro veil had voor de verdedigende middenvelder. Op 7 augustus 2015 debuteerde hij voor zijn nieuwe club op de openingsspeeldag van het seizoen 2015/16 tegen Paris Saint-Germain.